# Cosmocomoidea rugosa
Cosmocomoidea rugosa – gatunek błonkówki z rodziny rzęsikowatych.
Gatunek ten opisali w 2016 roku Aishan Zhulidezi, Siergiej Triapicyn i Xu Mei na podstawie samic odłowionych w 1984 i 1992 roku.
Samica ma ciało długości 1375–1750 μm, barwy brązowej do ciemnobrązowej z ciemnobrązowymi czułkami oprócz buławki i żółtymi odnóżami oprócz bioder. Czułki o buławce co najmniej 3,2 do 3,9 raza dłuższej niż szerokiej, mają po dwa sensilla placodea na każdym członie funikularnym od drugiego do ósmego. Buławka czułków z ośmioma sensilla placodea. Mezosoma nieco krótsza od metasomy. Na poztułowiu żeberka submedialne sięgają jego przedniego brzegu, a części z boku od nich są pomarszczone. Pokładełko 1,3 do 1,4 raza dłuższe od środkowych goleni, zajmuje 90 do 100% długości gaster i najwyżej ledwo wystaje poza jego wierzchołek.
Błonkówka znana z Guangdongu i Junnanu w Chinach.